# Heike-Melba Fendel

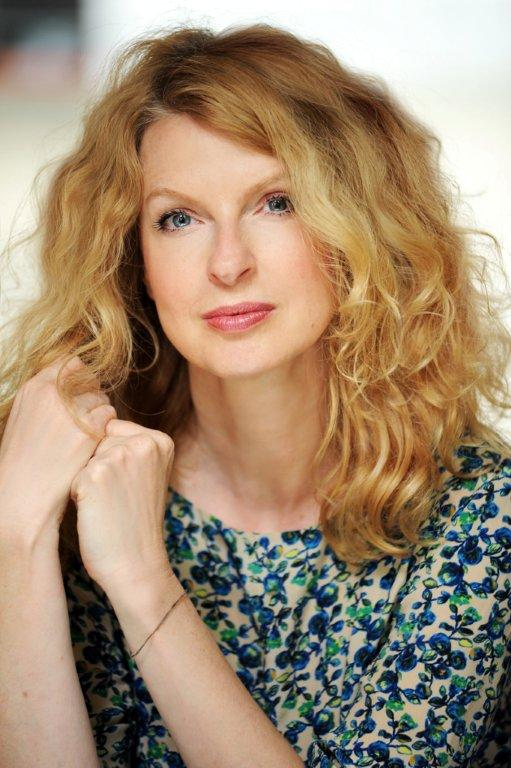

Heike-Melba Fendel (* 12. Juli 1961 in Köln) ist eine deutsche Künstler- und PR-Agentin, Journalistin und Buchautorin.

## Leben
Nach dem Abitur ging Fendel nach New York. Dort belegte sie Schauspielkurse bei Strasberg. Sie studierte Germanistik, Geschichte und politische Wissenschaften.
1985 begann Fendel hauptberuflich als Journalistin und Filmkritikerin zu arbeiten. Sie schrieb Kolumnen für die Musikzeitschrift Spex und das Süddeutsche Zeitung Magazin, Kritiken und Interviews für epd Film und Erzählungen in Anthologien des Verlags Kiepenheuer & Witsch (KiWi). Inhaltliche Schwerpunkte ihres Schreibens waren Film und Frauen.
1991 gründete Fendel die Veranstaltungs-, PR- und Künstleragentur Barbarella Entertainment GmbH mit Büros in Köln und Berlin, deren Gesellschafterin und Ko-Geschäftsführerin sie weiterhin ist.
Fendel war Teil der Redaktion und des Autorinnenkollektivs der Kolumne 10 nach 8 – politisch, poetisch, polemisch auf ZEIT ONLINE, die im Februar 2025 nach zehn Jahren zum letzten Mal erschien. Außerdem veröffentlicht sie Beiträge in der Frankfurter Allgemeinen Sonntagszeitung, im Berliner Tagesspiegel, durchgängig bei epd film sowie bei taz FUTURZWEI. Zudem ist sie regelmäßig im politischen Feuilleton des Deutschlandfunks zu hören.
Essays und Erzählungen schreibt sie für Publikationen der Verlage Bertz, Suhrkamp sowie Hanser Berlin. 2009 erschien ihr aus 99 Geschichten bestehender Roman nur die bei Hoffmann und Campe. Ihr zweiter Roman Zehn Tage im Februar (2017) spielt vor dem Hintergrund der Berlinale.
Ein Anthologie der 10 nach 8-Texte mit dem Titel Politisch, poetisch, polemisch - Texte zur feministischen Gegenwart ist im Grazer Buchverlag Leykam: erschienen.
Fendel moderiert Festivals, Premieren und Gespräche, ist Gast in Talk-Formaten der ARD und des ZDF und unterrichtet an Filmhochschulen und bei Fortbildungsseminaren. Sie trat in einigen Filmen als Darstellerin auf, u. a. in Hauptrollen in Johnny Flash mit Helge Schneider und Als Susan Sontag im Publikum saß von RP Kahl.
Anfang 2016 gründete sie zusammen mit anderen Frauen das Aktionsbündnis „Wir machen das“, deren Vorstandsmitglied sie ist. Das Bündnis aus Initiativen, Personen und Institutionen wurde gegründet, „um der Herausforderung weltweiter Migration mit Menschlichkeit und Sachverstand zu begegnen“.
Seit Sommer 2022 veranstaltet sie Pop-Up-Kinovorführungen an den Berliner sozialen Brennpunkten Mehringplatz und der Thermometersiedlung.
Nachdem sie 2017 in der Talksendung Anne Will zum Thema #metoo diskutiert hatte, legte Fendel ihre Überlegungen zu der Debatte in Interviews, Gesprächsrunden und publizistischen Beiträgen dar. Fendel verlangte, genauer, differenzierter und zugleich ganzheitlicher hinzuschauen, damit die Debatte zur Beseitigung von Missständen führt und nicht nur der Empörung, bestenfalls der privaten Therapie dient.
Heike-Melba Fendel lebt in Berlin. Ihr Stiefbruder war der YouTuber und Autor Gunnar Kaiser (1976–2023). Ihre Tochter ist die Unternehmerin Pola Fendel.

## Filmografie
Darstellerin
- 1986: Johnny Flash
- 2002: Dienstreise – Was für eine Nacht
- 2003: Besucherin (Kurzfilm)
- 2009: Revision – Apocalypse II
- 2015: Heil
- 2022: Als Susan Sontag im Publikum saß

Produzentin
- 2001: Skilled (Kurzfilm)

## Schriften

### Beiträge
- 1984: Rawums., hrsg. von Peter Glaser. KiWi, Köln 2003 [Neuauflage], ISBN 978-3-462-03349-6
- 1986: Aus: Mord-Stories, hrsg. von Hubert Winkels. KiWi, Köln 1986, ISBN 3-462-01754-3
- 2000: Von künftigen Gebäuden und städtischen Lebenswelten. In: Dirk Matejovski (Hrsg.): Metropolen: Laboratorien der Moderne. Campus Verlag, Frankfurt/M. 2000, ISBN 978-3-593-36600-5
- 2002:  Göttliche Kerle, hrsg. von Sabine Horst und Constanze Kleis. Bertz Verlag, Berlin 2002, ISBN 978-3-929470-22-2
- 2006: Melina Mercoury. In: Gabriele Jatho, Hans Helmut Prinzler (Hrsg.):  Traumfrauen – Stars im Film der fünfziger Jahre.
- 2007: Ertrotzte Jugend – Mädchen und Backfische, Girls und Flapper. In: Gabriele Jatho, Rainer Rother (Hrsg.): City Girls – Frauenbilder im Stummfilm. Bertz+Fischer, Berlin 2007, ISBN 978-3-86505-177-6
- 2014: Wie haben Sie das gemacht? – Aufzeichnungen zu Frauen und Filmen, hrsg. von Claudia Lenssen und Bettina Schoeller-Bouju. Schüren, Marburg 2014, ISBN 978-3-89472-881-6
- 2014: Diesmal bei uns – Neue Weihnachtsgeschichten, hrsg. von Susanne Gretter. Suhrkamp, Frankfurt/M. 2014, ISBN 978-3-518-46534-9
- 2018: Sagte sie. 17 Erzählungen über Sex und Macht, Lina Muzur. Hanser Berlin, 2018, ISBN 978-3446260740
- seit 2023: Weiterschreiben Ein Briefwechsel zwischen Heike-Melba Fendel und Naeema Ghani auf weiterschreiben.jetzt: zum Briefwechsel

### Bücher
- 2009: nur die - Ein Leben in 99 Geschichten. Hoffmann und Campe, Hamburg 2009, ISBN 978-3-455-40191-2
- 2017: Zehn Tage im Februar. Aufbau Verlag, Berlin 2017, ISBN 978-3-351-05037-5